# 구호기사단령 트리폴리
구호기사단령 트리폴리(Hospitaller Tripoli)는 1530년부터 1551년까지 트리폴리가 구호기사단의 통치 하에 있었던 시기를 일컫는다. 트리폴리는 20년 동안 스페인의 통치를 받은 뒤 1530년 몰타, 고조 섬과 함께 구호기사단의 봉지로 지정되었다. 구호기사단은 트리폴리와 몰타섬을 통제하는 것이 어렵다는 것을 알았고, 때때로 본부를 트리폴리로 옮기거나 도시를 포기하고 파괴할 것을 제안했다. 1551년 오스만 제국이 트리폴리를 점령하면서 구호기사단의 트리폴리 지배는 끝났다.

## 같이 보기
- 구호기사단 치하의 로도스
- 구호기사단 치하의 몰타